# Ялбынъя (средний приток Северной Сосьвы)
Ялбынъя (устар. Ялбын-Я) — река в Ханты-Мансийском АО России. Устье реки находится в 233 км по правому берегу реки Северная Сосьва. Длина реки составляет 101 км, водосборная площадь — 3170 км².

## Притоки
- Макар-Соим (пр)
- Нялингсос (пр)
- 11 км: Сумысья (пр)
- 21 км: Ротыпья (пр)
- 40 км: Яныгхулюм (лв)
- Пашъя (лв)
- 54 км: Пальсоим (пр)
- 58 км: Суйя (лв)
- 62 км: Эквая (лв)
- 62 км: Тохлортъя (пр)
- Мань-Тохлортъя (пр)
- 80 км: Тоиппаулья (пр)
- Ялбынсоим (пр)

## Данные водного реестра
По данным государственного водного реестра России относится к Нижнеобскому бассейновому округу, водохозяйственный участок реки — Северная Сосьва, речной подбассейн реки — Северная Сосьва. Речной бассейн реки — (Нижняя) Обь от впадения Иртыша.
Код объекта в государственном водном реестре — 15020200112115300027865.